# Mathias Rusterholz
Mathias Rusterholz, né le 16 août 1971 à Herisau, est un athlète suisse, spécialiste du 400 mètres. 

## Biographie
Lors des Championnats d'Europe 1994, à Helsinki, Mathias Rusterholz remporte la médaille de bronze du 400 mètres en 45 s 96, devancé par les Britanniques Du'aine Ladejo et Roger Black. Sélectionné dans l'équipe d'Europe lors de la Coupe du monde des nations 1994, il se classe troisième de l'épreuve du relais 4 × 400 m, associé au Français Stéphane Diagana et aux Russes Mikhail Vdovin et Dmitriy Golovastov.
Il remporte cinq titres de champion de Suisse du 400 m en 1993, 1994, 1995, 1996 et 1999.
Son record personnel sur 400 m, établi en 1996 à Lausanne, est de 44 s 99 et constitue l'actuel record national.
Il met un terme à sa carrière sportive à l'issue de la saison 2000 pour raison de santé.

### Palmarès
| Date | Compétition                | Lieu     | Résultat | Épreuve   | Performance   |
| ---- | -------------------------- | -------- | -------- | --------- | ------------- |
| 1994 | Championnats d'Europe      | Helsinki | 3e       | 400 m     | 45 s 96       |
| 1994 | Coupe du monde des nations | Londres  | 3e       | 4 × 400 m | 3 min 03 s 26 |

### Records
| Épreuve | Performance | Lieu     | Date           |
| ------- | ----------- | -------- | -------------- |
| 400 m   | 44 s 99     | Lausanne | 3 juillet 1996 |